# 格氏異齒䲁
格氏異齒䲁（學名：Ecsenius gravieri），又稱格氏無鬚䲁，為輻鰭魚綱鳚形目䲁科異齒䲁屬的一種，分布於西印度洋紅海至亞丁灣海域。種名是為了紀念法國動物學家查爾斯·格拉維爾（Charles Gravier，1865-1937）。本魚體延長，稍側扁，似圓柱狀；頭鈍短。前鼻孔具一鼻鬚；無眼上鬚及頸鬚，齒門牙44至45顆，後犬齒，兩側各一個，側線無垂直孔對，頭部及身體前半部藍色至藍紫色，身體後半部鮮黃色至橙色，從眼睛至尾柄部有一條黑色橫紋，橫紋接近尾柄時變成黑色圓斑排列，背鰭硬棘12-14枚、背鰭軟條16-19枚、臀鰭硬棘2枚、臀鰭軟條18-21枚，體長可達8公分，棲息在水淺的珊瑚礁，能夠改變其皮膚顏色和圖案，模仿其他魚類，以小型無脊椎動物和藻類為食，具領域性，會在珊瑚礁中挖掘複雜的洞穴，並利用貝殼和小石頭築巢。雄魚會表演複雜的舞蹈和展示來吸引雌魚，然後它們會交配並在岩石下面或裂縫內產下黏性卵，雄魚負責守護卵直至其孵化，為幼魚提供保護，幼魚為浮游性，可做為觀賞魚。